# Kazimierz Kuratowski
Kazimierz Kuratowski, född 2 februari 1896 i Warszawa, död 18 juni 1980 i  Warszawa, var en polsk matematiker.